# María Ignacia Benítez
María Ignacia Benítez Pereira (Viña del Mar, 1º agosto 1958 – Santiago del Cile, 28 febbraio 2019) è stata una politica e ingegnera cilena, dal 1º ottobre 2010 all'11 marzo 2014 ministra dell'ambiente del Cile nel primo governo di Sebastián Piñera.

## Biografia
María Ignacia Benítez nacque a Viña del Mar il 1º agosto del 1958, figlia di Sergio Benítez van Buren e di María Angélica Pereira Prieto. Aveva quattro fratelli più piccoli, uno dei quali è Andrés Benítez, che fu rettore dell'Università Adolfo Ibáñez.
Studiò presso il Colegio Jeanne D'Arc di Santiago del Cile e successivamente si laureò in ingegneria civile chimica presso l'Università del Cile.
Sposò l'ingegnere civile Gonzalo Jiménez Parada, con il quale fece tre figli: Gonzalo, Juan Pablo e María Ignacia, poi si separò. Si risposò con Fernando Amenábar Morales, ufficiale navale e ingegnere civile, i quali si conobbero entrambi come consiglieri regionali.
Morì a Santiago del Cile all'età di 60 anni il 28 febbraio 2019 per un tumore del pancreas.

## Carriera professionale
I suoi primi contatti con le questioni ambientali risalgono agli anni '80 e in particolare agli ultimi anni della dittatura militare. Infatti, tra il 1986 e il 1990 fu settorialista dell'ambiente presso la Segreteria regionale per la pianificazione e il coordinamento della regione metropolitana.
Dal 1992 lavorò presso l'azienda Gestión Ambiental Consultores, diventando responsabile di progetti senior.
Alcune esempi delle aziende in cui guidò i progetti durante il suo percorso sono Enel Generación Chile, CAP e CMPC. Ebbe anche una lunga carriera accademica come docente presso la Facoltà di Ingegneria dell'Universidad del Desarrollo, il quale le permise di pubblicare diversi lavori scientifici.

## Attività pubblica
Fu consigliera regionale della regione Metropolitana di Santiago per due periodi consecutivi (2000-2008), in qualità di membro della commissione per la salute e l'ambiente, della commissione internazionale e della commissione per l'istruzione.
All'inizio del 2010, il presidente Sebastián Piñera la chiamò a partecipare al suo governo, iniziato l'11 marzo. In quella data giurò come ministra della Commissione nazionale per l'ambiente, carica da cui dovette guidare la trasformazione dell'unità nel nuovo Ministero dell'ambiente, la quale iniziò ad operare formalmente il 1 º ottobre dello stesso anno.
Lasciò l'incarico nel marzo del 2014, come una dei cinque segretari rimasti nello stesso ministero per tutto il periodo di Piñera.
Dal 2015 lavorò come docente di ingegneria commerciale presso l'Universidad Adolfo Ibáñez.